# Associazione Calcio Carpi 1920-1921
Questa pagina raccoglie le informazioni riguardanti l'Associazione Calcio Carpi nelle competizioni ufficiali della stagione 1920-1921.

## Stagione
Nella stagione 1920-1921 il Carpi ha disputato il girone A del campionato di Prima Categoria Emilia Romagna. Con soli 3 punti in classifica si oiazza in quinta ed ultima posizione venendo retrocesso in Promozione.
A seguito della scissione in due federazioni e della nascita della C.C.I. è stato poi riammesso in Prima Categoria.

## Rosa
| N. |                   | Ruolo | Calciatore                |
| -- | ----------------- | ----- | ------------------------- |
|    | Italia (bandiera) | A     | Livio Balasso             |
|    | Italia (bandiera) | D     | Giuseppe Bassi            |
|    | Italia (bandiera) | D     | Alberto Benassi           |
|    | Italia (bandiera) | A     | Angiolino Camurri         |
|    | Italia (bandiera) | C     | Angelo Facci              |
|    | Italia (bandiera) | A     | Giovan Battista Focherini |
|    | Italia (bandiera) | C     | Nereo Gibertoni           |
|    | Italia (bandiera) | C     | Bruno Giorgi              |
|    | Italia (bandiera) | A     | Daniele Giovanardi        |
|    | Italia (bandiera) | A     | Vittorio Guaitoli         |

| N. |                   | Ruolo | Calciatore          |
| -- | ----------------- | ----- | ------------------- |
|    | Italia (bandiera) | A     | Augusto Maselli     |
|    | Italia (bandiera) | C     | Napoleone Maselli   |
|    | Italia (bandiera) | A     | Antonio Moretti     |
|    | Italia (bandiera) | C     | Almo Morselli       |
|    | Italia (bandiera) | D     | Augusto Morselli    |
|    | Italia (bandiera) | D     | Alfonso Paltrinieri |
|    | Italia (bandiera) | D     | Alfredo Scacchetti  |
|    | Italia (bandiera) | D     | Armando Scacchetti  |
|    | Italia (bandiera) | P     | Castone Setti       |
|    | Italia (bandiera) | A     | Zurga Tirelli       |

## Risultati

### Prima Categoria

#### Girone A emiliano

##### Girone di andata
| Arbitro: | Pasquinelli (Bologna) |

|               |           |                                                                         |
| Maselli I 32’ | Marcatori | 2’, 44’ Torti 42’ Chiodi 60’ Paleari 70’ (aut.) Paltrinieri 75’ Peretti |

| Arbitro: | Pasquinelli (Bologna) |

|              |           |                             |
| Morselli 37’ | Marcatori | 20’ Bezzecchi 76’ Forlivesi |

| Arbitro: | Ortali (Bologna) |

|              |           |                                       |
| Morselli 36’ | Marcatori | 17’ Lumetti 37’ Aiolfi I 54’ Rebecchi |

| Arbitro: | Majani (Torino) |

|             |           |             |
| Cagnoli 80’ | Marcatori | 32’ Moretti |

##### Girone di ritorno
| Arbitro: | Sarto (Bologna) |

|                                                |           |                                             |
| Sartorio 9’ Boselli 15’ Chiodi 25’ Peretti 83’ | Marcatori | 40’ (rig.) ? 65’ Balasso 70’ (rig.) Maselli |

| Arbitro: | Caroncini (Roma) |

|                                                                        |           |  |
| Abbati 15’, 38’ Frassoldati 48’ Barbieri 65’ (rig.), 72’ Forlivesi 86’ | Marcatori |  |

| Arbitro: | Ortali (Bologna) |

|                                                      |           |  |
| Aiolfi I 3’, 60’ Lumetti 5’ Rossini III 7’, 19’, 28’ | Marcatori |  |

| Arbitro: | Ortali (Bologna) |

|                                                                        |           |  |
| Morselli 10’, 50’ Tirelli II 40’ Camurri 45’ Giovannardi 53’, 64’, 87’ | Marcatori |  |

## Statistiche

### Statistiche di squadra
| Competizione                        | Punti | In casa | In casa | In casa | In casa | In casa | In casa | In trasferta | In trasferta | In trasferta | In trasferta | In trasferta | In trasferta | Totale | Totale | Totale | Totale | Totale | Totale | DR  |
| Competizione                        | Punti | G       | V       | N       | P       | Gf      | Gs      | G            | V            | N            | P            | Gf           | Gs           | G      | V      | N      | P      | Gf     | Gs     | DR  |
| ----------------------------------- | ----- | ------- | ------- | ------- | ------- | ------- | ------- | ------------ | ------------ | ------------ | ------------ | ------------ | ------------ | ------ | ------ | ------ | ------ | ------ | ------ | --- |
| Prima Categoria - girone A emiliano | 3     | 4       | 1       | 0       | 3       | 10      | 11      | 4            | 0            | 1            | 3            | 4            | 17           | 8      | 1      | 1      | 6      | 14     | 28     | -14 |